# Подвалиха
Подвалиха (рос. Подвалиха) — присілок в Кстовському районі Нижньогородської області Російської Федерації.
Населення становить 144 особи. Входить до складу муніципального утворення Безводнинська сільрада.

## Історія
Від 2009 року входить до складу муніципального утворення Безводнинська сільрада.

## Населення
| 2002 | 2010 |
| ---- | ---- |
| 145  | ↘144 |